# 查士丁尼二世
查士丁尼二世（羅馬化：Ioustinianós；668年/669年—711年12月11日），是一位東羅馬帝國皇帝，在685年–695年及705年–711年兩度在位，也是希拉克略王朝的最後一位皇帝。因第一次失位时遭到劓刑，故被后世称为被劓者（羅馬化：ho Rhīnótmētos）。與其同名的查士丁尼一世一樣，查士丁尼二世是一位雄心勃勃、充滿激情的皇帝，渴望恢復羅馬帝國昔日的輝煌。然而，他對任何違背其意願的反對都採取了殘酷的手段，缺乏其父皇君士坦丁四世那樣圓滑的政治操作。因此他的統治引發了巨大的反抗，最終在695年的一場民眾起義中被廢黜。直到705年在保加利亞第一帝國的幫助下，他才重返皇位。他的第二次統治比第一次更專制，並於711年被叛亂的軍隊殺害。

## 早年
查士丁尼二世是皇帝君士坦丁四世和阿纳斯塔西娅皇后的长子，681年在其叔父希拉克略和提比略倒台后被其父加冕为共治皇帝。在685年，16岁的查士丁尼二世继承其父成为帝国的皇帝。君士坦丁四世非常崇拜著名的查士丁尼一世（527年－565年在位），所以才改他兒子名為「查士丁尼」。

## 第一次在位

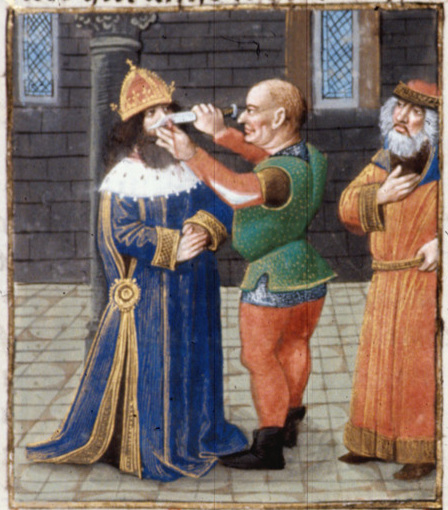
695年，利昂提奥斯皇帝下令對查士丁尼二世進行劓刑。（場景出自15世紀法國手稿）

由于君士坦丁四世对外军事上的胜利，查士丁尼登基之时，帝国东部的局势趋于稳定。在对亚美尼亚的阿拉伯军队进行成功的打击之后，查士丁尼设法使奧瑪亞哈里發國哈里发增加了对帝国的贡赋，并且重新获得了塞浦路斯部分地区的控制权，两国对亚美尼亚和南高加索伊比利亞公國的税赋也同时进行了瓜分。 687年，作为与哈里发协议的一部分，查士丁尼内迁并安置了12000名在黎巴嫩地区游击作战的阿拉伯馬龍尼人基督徒。除了被内迁安置的阿拉伯基督徒之外，馬代特人和塞浦路斯的希腊原住民也为查士丁尼提供了宝贵的之前已耗尽的海军兵员。688年查士丁尼与哈里发阿卜杜勒-马利克签订协议，将塞浦路斯中立化，并且平分该省份的税收。
查士丁尼二世趁着东部邊界能够保持和平，重新借机恢复对巴尔干地区的控制，毕竟在此之前，除了塞萨洛尼基之外，希腊地区以及伊利里亚绝大多数地区都已在斯拉夫人各个部落的控制下。687年查士丁尼将骑兵从安纳托利亚调遣到色雷斯，并在688-689年的战争中决定性击败了盘踞在马其顿的保加尔人，帝国的军队终得以重返被斯拉夫人包围的帝国第二大城市塞萨洛尼基。
投降的斯拉夫人被查士丁尼迁移至安纳托利亚，被用于组建一支3万人规模的军队。查士丁尼因军队被大规模扩张而深受鼓舞，于是他便重启了对阿拉伯人的战争。在新军队的帮助下，查士丁尼在693年在亚美尼亚先胜一局，但是阿拉伯人的贿赂导致军队叛变，这导致了赛巴斯托城战役的决定性战败，而这主因便是绝大多数的斯拉夫军队的叛逃，逼迫查士丁尼逃至普羅龐提斯。根据編年史學家宣信者狄奧法內斯的说法，查士丁尼为了泄愤在奥普西金军区对迁来的斯拉夫人大肆屠杀，而与此同时，亚美尼亚地区的贵族辛巴提乌斯发动叛乱，将该地区对阿拉伯人大门洞开，阿拉伯人在694-695年轻易地占领了亚美尼亚。
与此同时，皇帝沿袭传统对摩尼教和其余非迦克墩基督教派的弹压措施引起了教会内部的不满。692年查士丁尼在君士坦丁堡召开了五六会议，以将其宗教政策付诸实施。该会议澄清了第五次和第六次大公会议的裁决，但由于过于突出拉丁-希腊礼的戒律差异（例如教会人士的回应以及罗马的周六禁食习俗），该次会议极大加剧了君士坦丁堡東正教和罗马天主教教会之间的裂痕，查士丁尼二世要求逮捕教宗色尔爵一世，但是罗马和拉文纳的民兵决定起义，站在教宗一边，于是自查士丁尼二世始，帝国开始彻底失去对意大利拉文纳總督區的控制。
查士丁尼对帝国境内军区制的组织做出了相当的贡献，他在希腊南部创建了希腊军区，并且任命了五大军区的军区长官 - 在欧洲的色雷斯军区，在小亚细亚的奥普希金军区，安纳托利孔军区，亚美尼亚军区，还有名为卡拉比西安的海军军区。 同时他还竭力保护帝国境内作为兵员主要来源的小农的权利，反对帝国贵族对小农土地的企图，这使得皇帝与帝国境内的大地主们发生了剧烈的冲突。

### 倒台
虽然查士丁尼的土地政策威胁到了贵族们，但是皇帝也因为其税收政策而不受民众们的欢迎。皇帝的代理人斯忒法诺斯和狄奥多图斯为其筹集了大量的资金让皇帝穷奢极欲并且广建豪华的建筑。基于此，持续性的宗教上的不满，与贵族的冲突，以及斯拉夫人对迁居政策的愤懑，最终导致臣民发起全面性的叛乱。695年，民众选择支持希腊军区的将军利昂提奥斯，后者自立为帝。查士丁尼被廢黜并剜鼻（而后来他做了个金制的假鼻子以代替）以防止其再次谋求帝位（这是东罗马的传统做法），最后被流放至克里米亚半岛上的赫爾松軍區。 而不久的三年后的698年，列昂提乌斯也被其手下的海军将领提比略废黜并囚禁，阿普西馬爾（提比略三世）也依样画葫芦自立为帝。

## 流亡期间

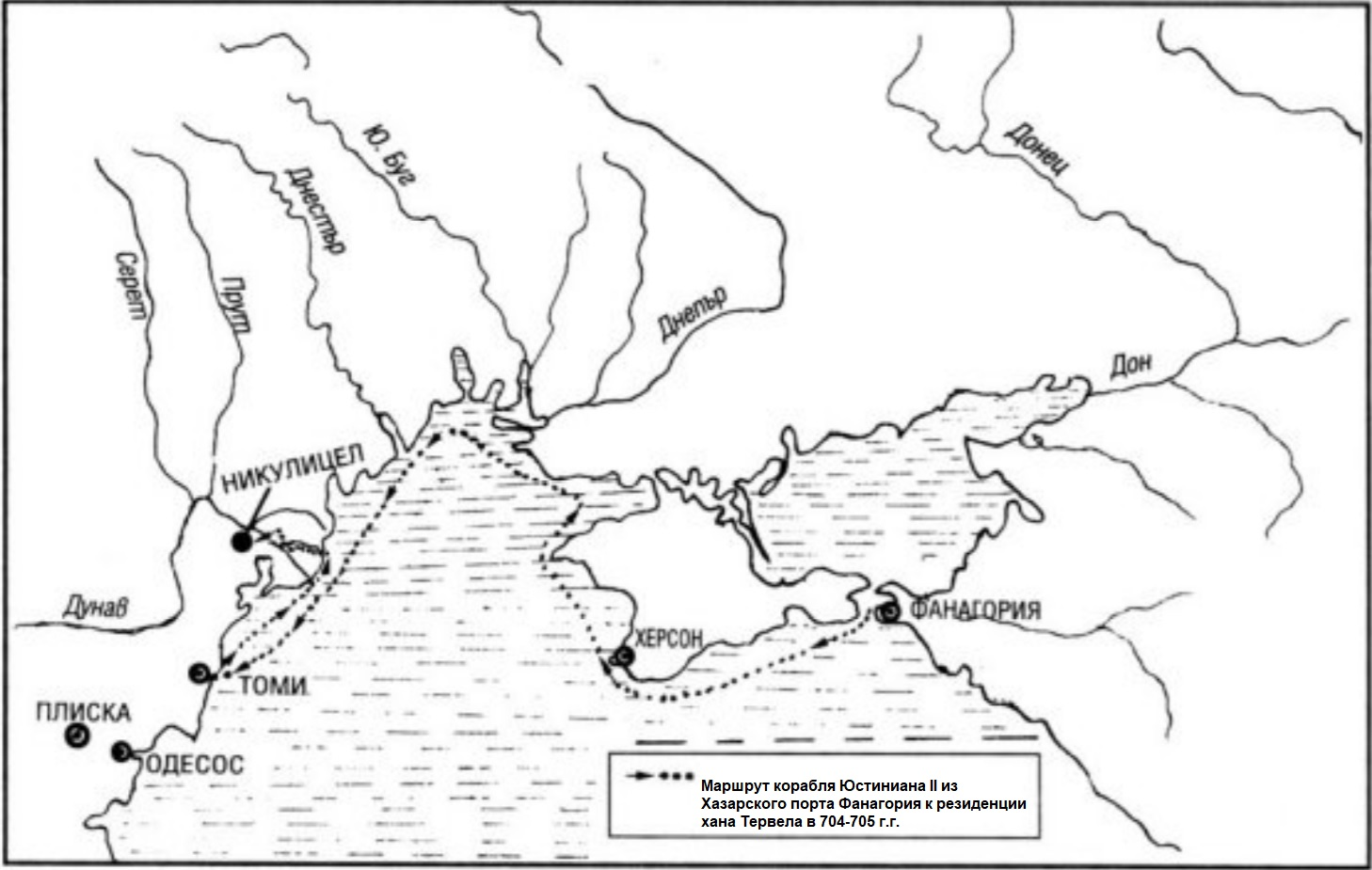
查士丁尼二世重返的路線（右至左）

查士丁尼在赫尔松期间开始谋划并召集其支持者。于是此人便成为了赫尔松的累赘，使得帝国当局在702/703年决定将其带回君士坦丁堡。于是查士丁尼逃至盟友可萨汗国那裏（反阿拉伯聯盟），并得到了布思尔可汗的协助，他热情地帮助了查士丁尼并将其妹妹嫁给查士丁尼。于是查士丁尼二世效仿查士丁尼一世，将其妻子也命名为狄奥多拉（可萨的狄奥多拉），而之后他们被赐予住宅而定居在亚速海入口处的法纳戈里亚。同时，为了除去后患，提比略三世贿赂布思尔可汗去杀死他的妹夫，还派遣了两名可萨官员帕帕齐斯和巴尔吉津去实施谋杀计划。在其妻的警告下，查士丁尼做出行动，處死了帕帕齐斯和巴尔吉津，乘船去赫尔松，召集了他的党羽并向西横穿黑海。
当载着查士丁尼的船只沿着黑海北岸航行时，他和他的船被卷入了德涅斯特河和第聂伯河口交汇处的风暴中。当风暴肆虐时，他的一个随从向查士丁尼说，如果他向上帝保证，如果他能在回归帝位后宽宏大量，不对敌人进行报复，那么他们都可以幸免于难。查士丁尼于是反驳：「如果我放过任何一个敌人，我宁愿上帝将我淹死在这里。」
经历了暴风雨之后，查士丁尼与保加利亚第一帝国可汗特尔维尔进行了接触，特尔维尔作為交換要求得到帝国的财富、凱撒的位置以及查士丁尼的女儿安娜斯塔西娅，同意为查士丁尼提供一切必要的军事援助。705年春天，查士丁尼带着15000名保加尔和斯拉夫人骑兵出现在帝国首都君士坦丁堡的城墙下。他用了整整三天说服君士坦丁堡的市民打开城门，但无济于事。在无力强行攻城的情况下，他和随从们使用了未使用过的水道进入城内，唤醒党羽们在午夜发动军事政变，夺取了君士坦丁堡的控制权。8月21日，查士丁尼復辟，這意味着身体残缺者不可为皇帝的规矩被打破。他令人将利昂提奥斯和提比略三世二名前皇帝捉拿，并用铁链带进君士坦丁堡競技場。在围观的群众面前，戴着金质的假鼻子的查士丁尼将双足踩在提比略和利昂提乌斯的脖子上以示两人的臣服之后，将两人当众斩首，之后又杀死了提比略和列昂提乌斯的所有亲族党羽。君士坦丁堡牧首卡利尼科斯一世被废黜，并在剜眼后从君士坦丁堡被流放至罗马。

## 第二次在位

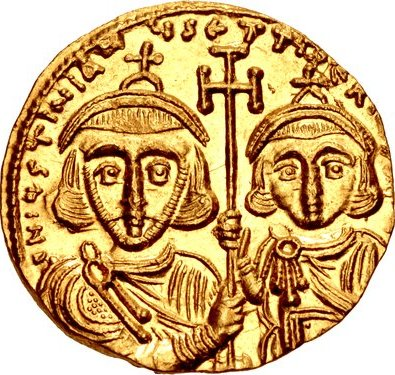
帶有查士丁尼二世和他兒子提比略頭像的索利都斯（金幣）

查士丁尼二世复位后为了镇压反对派而在国内实行恐怖統治。同时又开始对保加利亚第一帝国和奧瑪亞哈里發國发动远征，但却都以失败告终。
708年查士丁尼二世转而对特尔维尔刀兵相见，这和705年查士丁尼为了复位而授予特尔维尔凱撒的位置以及割让色雷斯的领土有关。皇帝再次遇到失败，在安齐亚卢斯被封锁而被迫撤退。保加利亚与東羅馬之间很快便恢复和平，然而不久之后，阿拉伯人在小亚细亚获得胜利，攻占了奇里乞亚的地区，甚至深入卡帕多西亚山区。

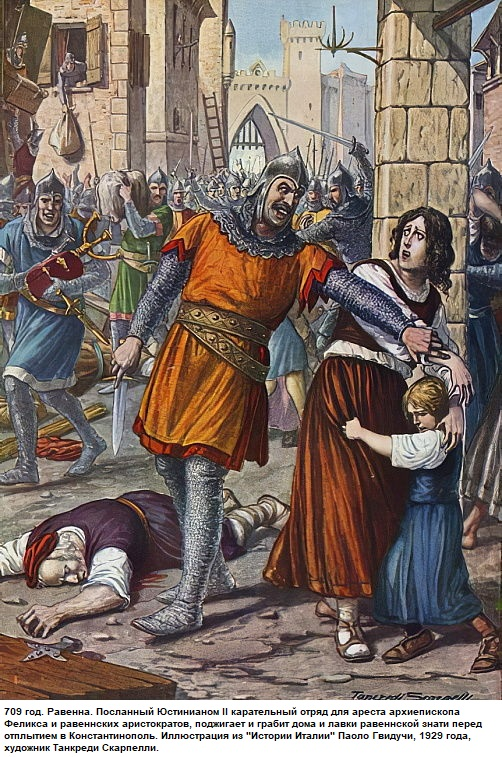
709 年，查士丁尼二世的軍隊在逮捕大主教菲利克斯後搶劫了拉文納。

查士丁尼当时命令教宗若望七世承认五六会议的决议，并在709年令贵族狄奥多罗斯带军惩罚性地攻打拉文纳。此次远征的目的是为了恢复教会在拉文纳的权威（因当初695年拉文纳的军队哗变对抗皇帝，这被认为不服从于皇帝的表现，是一种叛乱）。在远征拉文纳成功后，教宗君士坦丁于710年访问君士坦丁堡，在查士丁尼从其手中接受圣餐之后，查士丁尼便恢复了罗马教会的一切特权，二者之间的讨论中所涉及到的五六会议中的何种部分已不得而知，不过教宗似乎是批准了绝大多数的教规。这也是東羅馬帝国还存在的时候最后一次有教宗访问君士坦丁堡，直到1967年教宗访问了土耳其的伊斯坦布尔。

### 再倒台
查士丁尼的统治后期又招致了一次反对他的叛乱，赫爾松軍區在流亡的将领巴爾達尼斯（下任皇帝菲利皮科斯）的带领下发起了叛乱。随后不久，皇帝派去平乱的部队也加入了巴爾達尼斯的行列，叛軍随后攻占首都，并宣布菲利皮科斯·巴爾達尼斯为皇帝。查士丁尼当时一直在进军亚美尼亚途中，当时并无能力回首都防守，之后他在711年12月被軍隊逮捕并处决，他的头颅被当做战利品在羅馬和拉文納示眾。

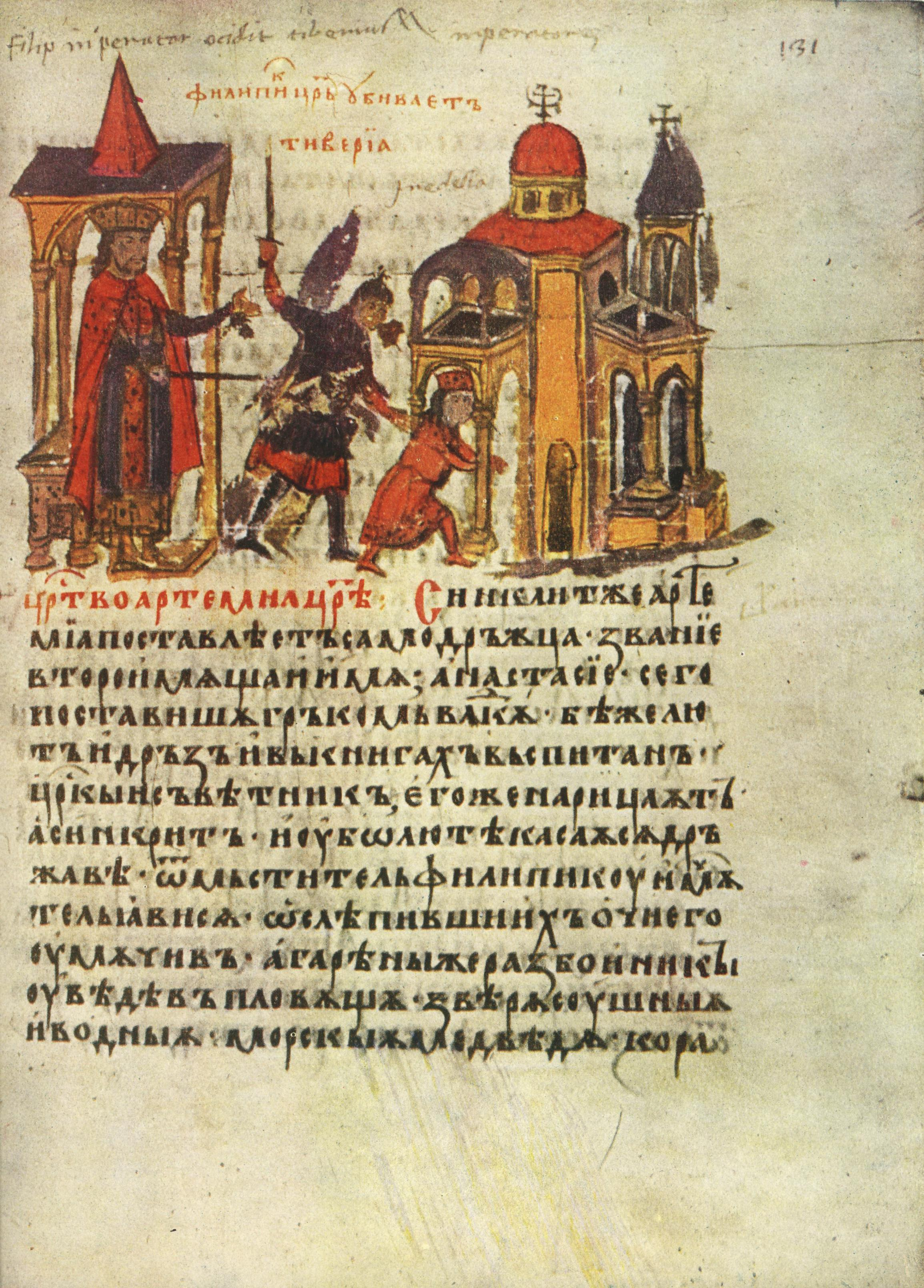
菲利皮科斯派人處決提比略。場景出自12世紀的《瑪納塞斯編年史》。

查士丁尼的母亲阿纳斯塔西娅皇太后闻及其兒子死讯之后，带着她6岁的孫子即共治皇帝提比略前往布拉赫奈的圣玛丽大教堂躲避，以先帝君士坦丁四世遺孀（阿纳斯塔西娅沒有被殺的原因）之名保護他，但提比略还是未能免于杀身之祸。菲利皮科斯的軍隊将6岁的提比略从祭坛下拖了出来，不顧阿纳斯塔西娅的阻攔，一从教堂里出来便杀死了他。由此希拉克略王朝的血脉就此断绝。

## 遗产
查士丁尼在位期间，帝国的转型缓慢且持续，東羅馬作为一个拉丁国家所继承下来的传统被逐渐侵蚀，这一点在钱币上表现得极为明显。帝国的钱币上重新出现了Loros，这是执政官的传统服饰，但是这个官职已经有半个世纪没有出现了，这和查士丁尼决定将执政官的职务与皇帝的职务合并有关，皇帝不仅成为了国家事实上的元首，还成为了国家法理上的元首。即使执政官的岗位继续存在，直到利奥六世皇帝以94号法令彻底废除该职位为止，但实际上，执政官是在686年，查士丁尼正式被任命为执政官后，才导致执政官彻底不再成为一个独立的实体。而查士丁尼获得执政官职务之后，他在位期间所有年份中的尊号都包括了执政官的头衔。
尽管帝国的国力在那个时代都因为查士丁尼因为其专制倾向的行为而遭受损害，但他同样也是一位有才华有洞察力的皇帝，他成功地提高了帝国的地位。他是一个虔诚的君主，也是第一位将基督形象刻在他名义发行的钱币上的帝皇，并且一直试图尝试取缔帝国中持续存在的各种异教节日和习俗。他也自觉地以他的同名皇帝查士丁尼一世为榜样，二人都热衷于开展大规模的建筑工程，同时为他的可萨人妻子改名为狄奥多拉。查士丁尼二世的建筑工程中包括了对帝国皇宫的扩建（一个卧躺餐厅），以及改建奧古斯都大殿的裝飾性瀑布噴泉和位於佩特里翁的新聖母教堂。

## 家庭
查士丁尼二世與第一任妻子尤多基娅皇后育有一女，阿納斯塔西婭，並與保加利亚第一帝国可汗特尔维尔訂婚。查士丁尼二世與第二任妻子可萨的狄奥多拉皇后育有一子，提比略，他於706年至711年擔任共治皇帝。